# Districtul El Guelb El Kebir
El Guelb El Kebir este un district din provincia Médéa, Algeria.